# Lüleburgaz
Lüleburgaz (en turc, Lüleburgaz, en grec, Arcadiopolis) est une ville de Turquie située à l'extrême Nord-Ouest du pays, à la frontière bulgare dans la province de Kırklareli.
L'ancien nom de la ville est Arcadiopolis.

## Généralités
La ville compte 100 412 habitants (recensement de 2010).
Lüleburgaz est connue pour sa mosquée du XVIe siècle et son pont, tous deux portant le nom du grand vizir Sokollu Mehmet Pacha et prétendument conçus par l'architecte ottoman Sinan.
Lüleburgaz est le siège de l'archevêché catholique romain d'« Arcadiopolis en Europe ».

## Économie
L'économie de Lüleburgaz est principalement fondée sur le secteur industriel, et de nombreuses usines sont installées autour de la ville.

## Histoire

### Antiquité
Dans les alentours de la ville se trouvent de nombreux tumuli, dolmens et menhirs.
L'ancien nom thrace de la cité était Bergula.
L'empereur Théodose Ier le changea en Arcadiopolis (grec moderne : Αρκαδιούπολις) en l'honneur de son fils et successeur Flavius Arcadius.

### Époque byzantine
Siège épiscopal, on sait par une supplique de son évêque Euprepius au concile de Chalcédoine de 451 qu'un seul évêque gouvernait les deux diocèses de Bizye et d'Arcadiopolis (coutume ancienne qui semble avoir été propre au diocèse de Thrace), avant que la tradition ne disparaisse peu à peu : la Notice Épiscopale du pseudo-Épiphane de 650 ou de Léon au Xe siècle mentionnent Arcadiopolis comme l´un des archevêchés autocéphales de la province d'Europe, dans le diocèse de Thrace, tout comme Bizye, Sélymbrie ou Drusipara.

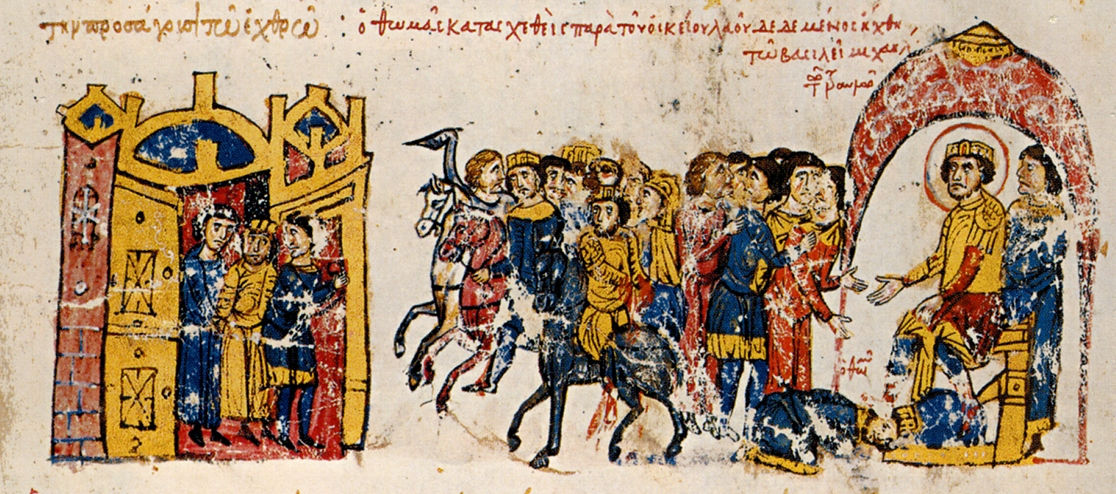
La reddition et l'humiliation de Thomas dans le manuscrit Skylitzès.

Sous l'impératrice Irène l'Athénienne, à la fin du VIIIe siècle, le thème de Thrace est divisé, sa partie occidentale constituant le thème de Macédoine ; la capitale devient alors Arcadiopolis, avec des turmes subordonnés à Bizye et à Sozopolis. Un autre, le turme de Thrace, est également attesté et est probablement l'adjoint du strategos à Arcadiopolis.
Sa situation sur la route de Constantinople en faisait un point de passage pour les invasions venant de l'ouest et lui valut une histoire agitée.
En 896, la bataille de Bulgarophygon fut livrée contre les Bulgares non loin de la ville.
Lors de la révolte de Thomas le Slave contre Michel II, Arcadiopolis fut le dernier refuge de Thomas après la défection de ses troupes en 823. Michel II investit la ville et après plus de cinq mois de siège, les troupes épuisées et affamées livrent leur chef en échange du pardon impérial. Thomas est livré sur un âne et supplicié.
En 970, les troupes byzantines dirigées par Bardas Sklèros vainquirent une armée Rus' de Kiev (comprenant des contingents alliés bulgares, petchénègues et magyars) qui marchait sur Constantinople lors de la bataille d'Arcadiopolis.

### Époque contemporaine
La bataille de Lule-Burgas opposa en 1912 l'armée bulgare à celle de l'empire ottoman lors de la première guerre balkanique et fut remportée par les Bulgares.
Bataille évoquée par Marcel Proust dans Le Temps retrouvé.
La ville fut occupée par les Grecs de 1920 à 1922.